# 5056 Rahua
5056 Rahua (1986 RQ5) là một tiểu hành tinh vành đai chính được phát hiện ngày 9 tháng 9 năm 1986 bởi H. Debehogne ở Đài thiên văn Nam Âu.